# Национальный ураганный центр
Национальный центр США по отслеживанию ураганов (англ. National Hurricane Center, сокращённо NHC) — правительственное агентство США, подразделение Национальной метеорологической службы со штаб-квартирой в Флоридском международном университете в Майами, Флорида.
Его целью является отслеживание и прогнозирование развития тропических депрессий, тропических штормов и ураганов. Когда ожидается прохождение тропического циклона в определённой области, в течение следующих 36 часов, центр объявляет об этом в новостях различных средств массовой информации, в том числе NOAA Weather Radio. Также NHC является одним из региональных специализированных метеорологических центров, отвечающим за отслеживание тропических циклонов в бассейне северной части Атлантического океана и восточной части Тихого океана, поэтому центр является международным местом сбора и распространения информации о циклонах в этих районах.